# Jönköpings KK
Jönköpings KK är en kanotklubb i Jönköping i Sverige. JKK har sitt klubbhus vid Vätterns sydvästra strand i Jönköping men kanotklubbens tävlingar hålls vid kanotstadion (Jönköpings Energi Arena) på Rocksjön. Klubben bildades den 9 januari 1936.
Klubben har haft två medlemmar som medverkat i olympiska sommarspelen 2004 i Aten i Grekland, Sofia Paldanius och Anders Gustafsson.